# Frankenwald
Het Frankenwald is een middelgebergte in Duitsland. Het ligt voor het overgrote deel in de deelstaat Beieren en voor een klein deel in Thüringen.

## Geografie

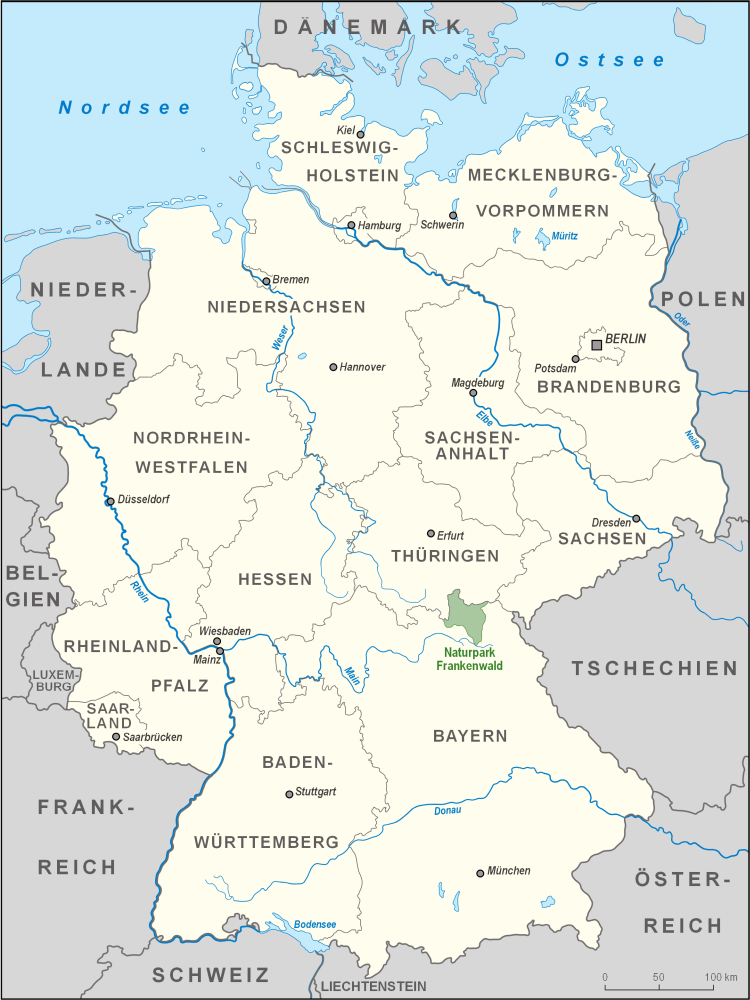
Situering Naturpark Frankenwald

Het wordt door Duitse geografen ook wel beschouwd als de zuidoostelijke helft van het Thüringisch-Fränkische Schiefergebirge (Thürings-Fränkisch Leisteengebergte). Zie bovenstaande kaart. Aan de noordwestkant van dit Thüringer Schiefergebirge sluit het Thüringer Wald aan.
Het stadje Kulmbach en de omliggende Landkreis Kulmbach worden door velen geheel tot het gebied van het Frankenwald gerekend.
Het gebergte ligt grofweg 600 tot bijna 800 meter boven de zeespiegel, terwijl omliggende dalen op 350 à 400 meter hoogte liggen.
De drie hoogste toppen zijn de Döbraberg (795 m, in de gemeente Schwarzenbach am Wald, ten ZW van Naila), de Wetzstein , die ligt bij het tot de Thüringse gemeente Lehesten behorende plaatsje Brennersgrün (793 m), en de 759 m hoge Schneidberg, een volledig beboste top in de Beierse gemeente Geroldsgrün.
Belangrijke verkeerswegen in het gebied zijn de Bundesstraße 173 (west <> oost), en de Autobahn A9 (noord <> zuid), die elkaar op afrit 32 Naila/Selbitz kruisen. Een bekende locatie langs deze Autobahn, bij afrit 30, is de Verzorgingsplaats Frankenwald. Door het gebied lopen enkele kleine spoorlijnen, o.a. de spoorlijn Hochstadt-Marktzeuln - Saalfeld of Frankenwaldbahn, de lijn van Hof via Selbitz en Naila naar Bad Steben v.v., en van Bamberg via Kulmbach naar Hof v.v.. Liefhebbers van spoorweghistorie komen hier het traject Neuenmarkt - Marktschorgast ( de Schiefe Ebene) bezoeken.

## Natuur en geologie
De oorspronkelijke bebossing bestond vooral uit rode beuk (Fagus sylvatica) en zilverspar (Abies alba). In de periode 1850-1950 vond grootscheepse boskap en herinplant met monocultures van snelgroeiende, als timmer- en mijnstuthout bruikbare, fijnspar (Picea abies) plaats.
Veel voorkomende gesteenten in het Frankenwald zijn grauwacke- en leisteenachtige mineralen, die uit de geologische periode Carboon, nauwkeuriger: Mississippien, 299-359 miljoen jaar geleden, dateren. Langs het gebied ligt een ten tijde van de Hercynische orogenese ontstane breukzone, de zogenaamde Fränkische Linie. Plaatsen in de nabijheid van deze breukzone zijn Kulmbach en het ten zuidoosten daarvan liggende Weiden in der Oberpfalz. Aan de westelijke rand van het Frankenwald ligt de zone Stockheimer Becken, met het gesteente Rotliegend en andere gesteenten uit de periode Perm. Hier zijn ook nog geringe hoeveelheden steenkool aanwezig, die grotendeels in de periode tot plm. 1965 in mijnen opgedolven werden.

## Geschiedenis
Menselijke activiteiten van belang in het gebied begonnen in de 13e eeuw. Middelen van bestaan waren van oudsher de bosbouw en houtzagerij met behulp van door de beken in het gebied aangedreven watermolens, en de mijnbouw, vooral van leisteen. Nog steeds hebben veel gebouwen in de regio leien daken. Houtvlotters voerden gevelde bomen over de rivieren af tot, via Main en Rijn, in Holland.

## Bezienswaardigheden
In het gebied liggen tal van kleine dorpen met oude zgn. weerkerken, waarvan de kerktorens in het verleden een toevluchtsoord voor de bevolking waren, als er gevaar door vijandelijke rovers of soldaten was. Ook kent de regio een klein aantal oude kastelen.
Het toerisme in het Frankenwald is vooral gericht op wandelen en in de winter langlaufen. In het gebied ligt ook een kuuroord, Bad Steben, dat er trots op is, dat de befaamde geleerde Alexander von Humboldt er van 1792 tot 1795 veel verbleef.
Een gebied van 1023 km2, geheel in Beieren, ligt in het zgn. Naturpark Frankenwald, een soort van nationaal park, waar zekere maatregelen van natuurbescherming gelden, maar niet zo streng als in een natuurreservaat (Naturschutzgebiet, NSG). Wel liggen enkele natuurreservaten binnen dit gebied. Het Naturpark wordt bestuurd en beheerd door een daartoe opgerichte vereniging (Verein Naturpark Frankenwald e.V.), waarvan de meeste leden lokale of regionale overheden zijn. De coördinaten (lengte- en breedtegraden) van het Naturpark luiden: 50° 17′ noorderbreedte, en 11° 32′ oosterlengte. Het Naturpark omvat ook gebied, dat ten zuiden van het eigenlijke middelgebergte ligt.
Nabij Naila ligt in het dal van de beek Selbitz een dorpje met de naam Hölle. Hier begint het Höllental, een grote bezienswaardigheid voor wandelaars, die van spectaculaire berglandschappen houden.
Iets ten zuiden van het Frankenwald ligt het zeer bezienswaardige stadje Kronach.
Bij het Thüringse Lehesten, bekend om zijn leisteengroeven, is een uitgestrekt terrein als Schieferpark Lehesten, met mijnbouwmuseum, ingericht.
Aan de sterk hellende, oude spoorlijn Schiefe Ebene (1848) ligt het stoomlocomotievenmuseum van Neuenmarkt.

## Afbeeldingen

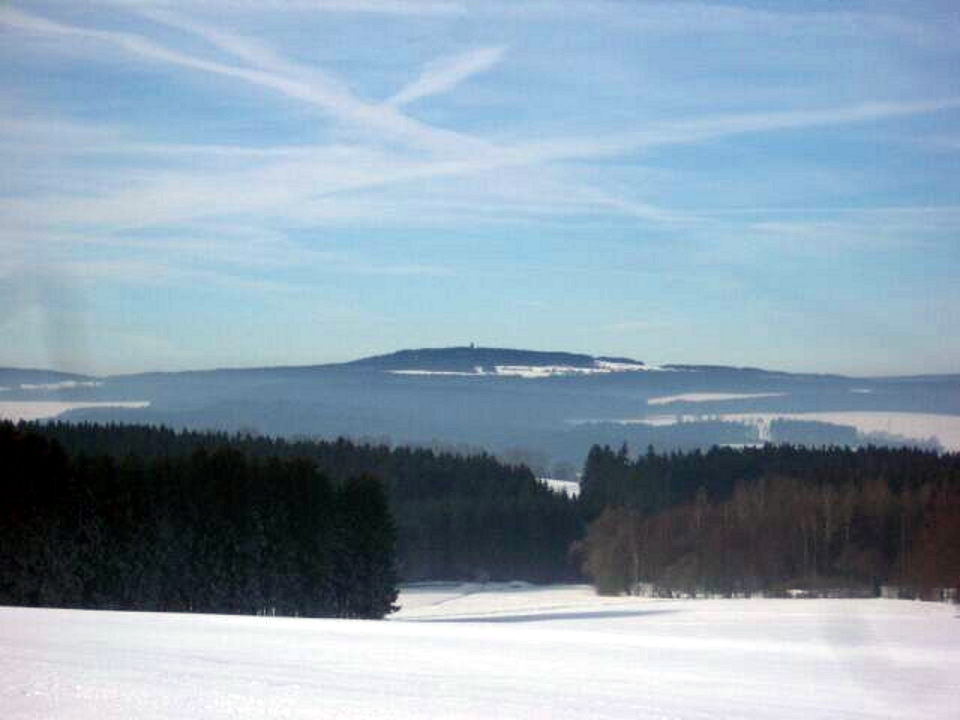
De Döbraberg
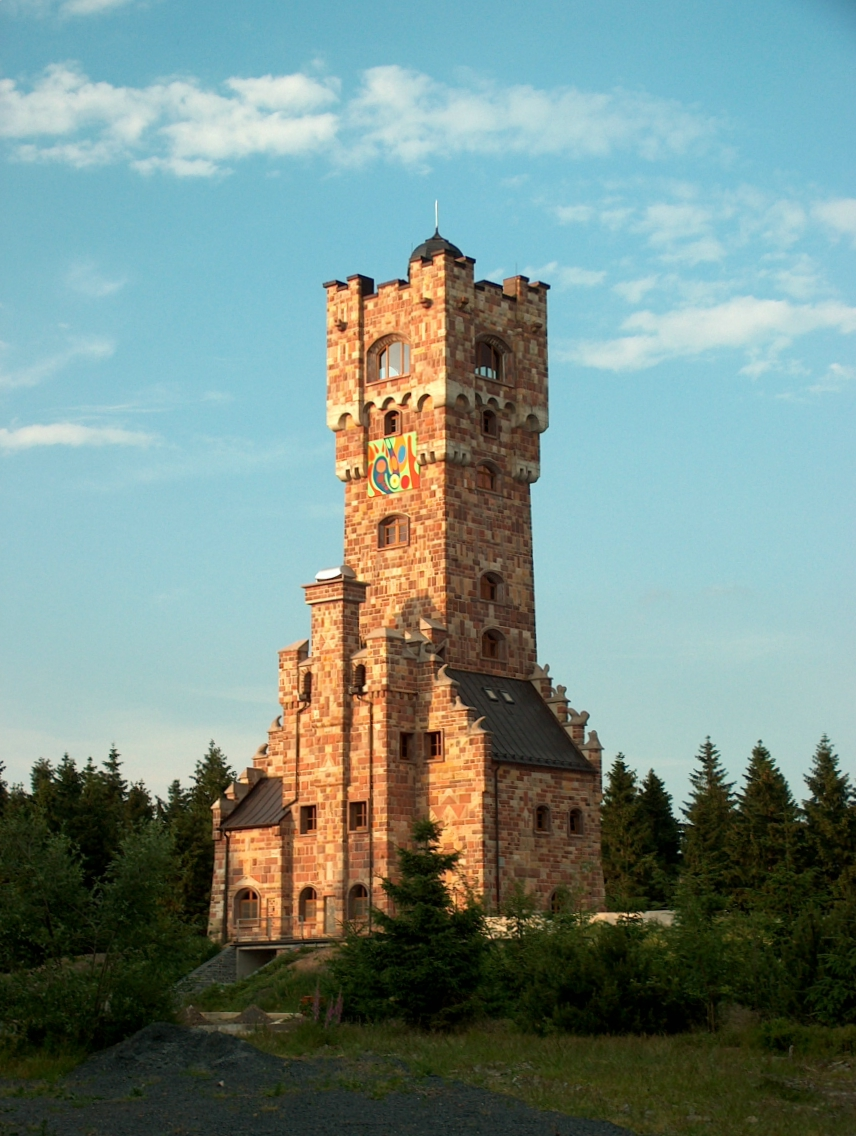
Uitzichttoren Altvaterturm op de Wetzstein
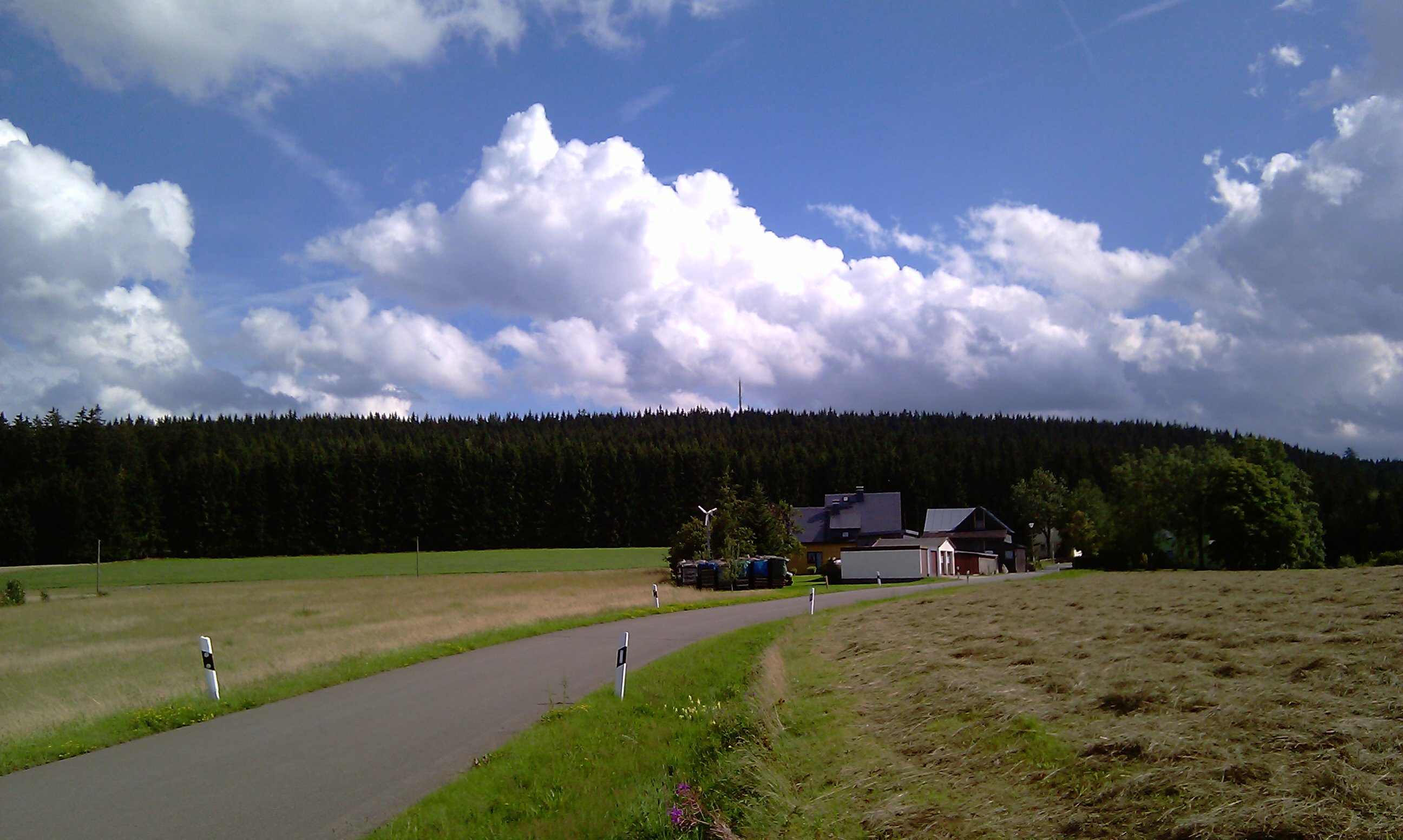
De Schneidberg
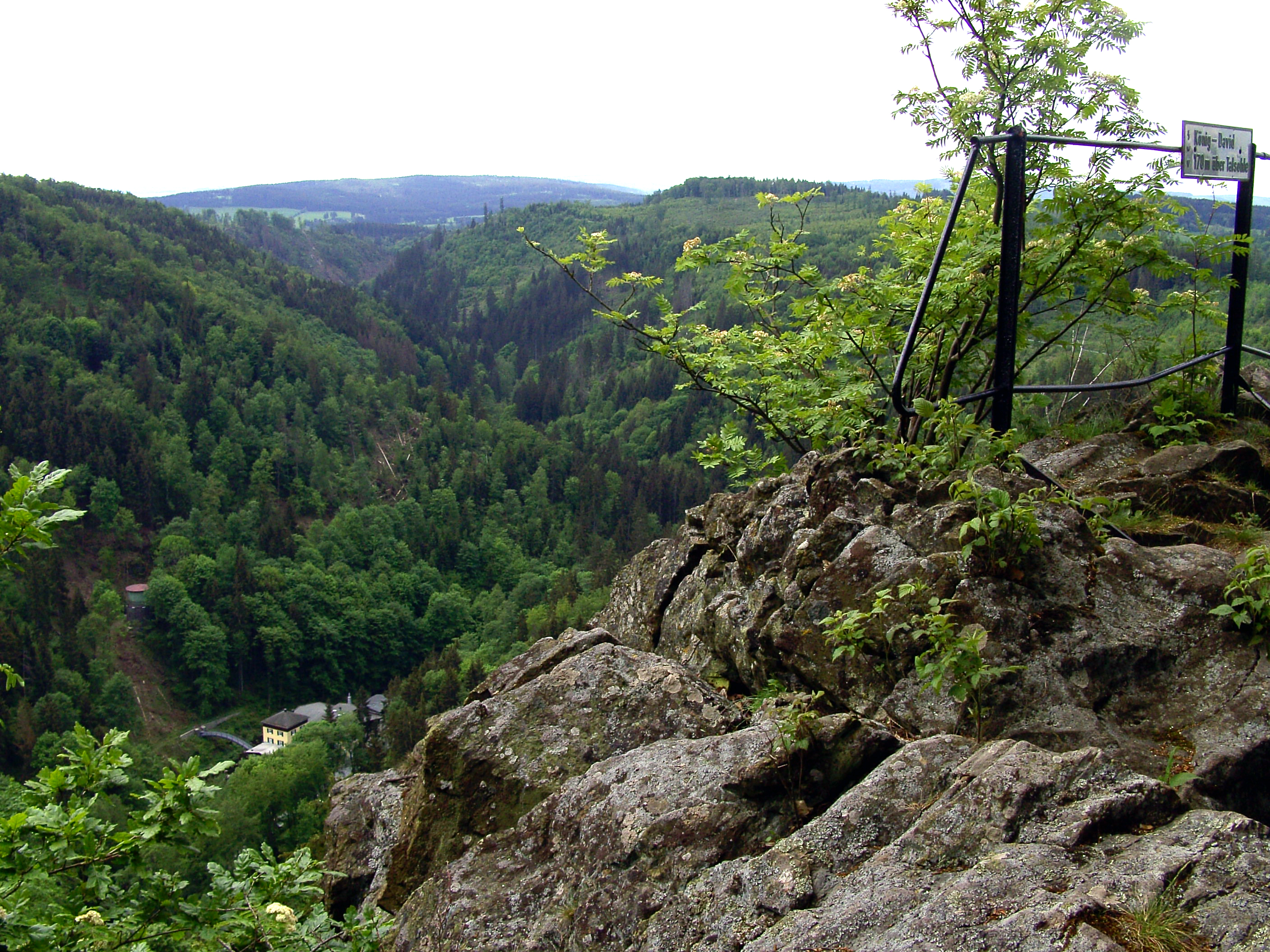
Uitzichtpunt König David in het Höllental
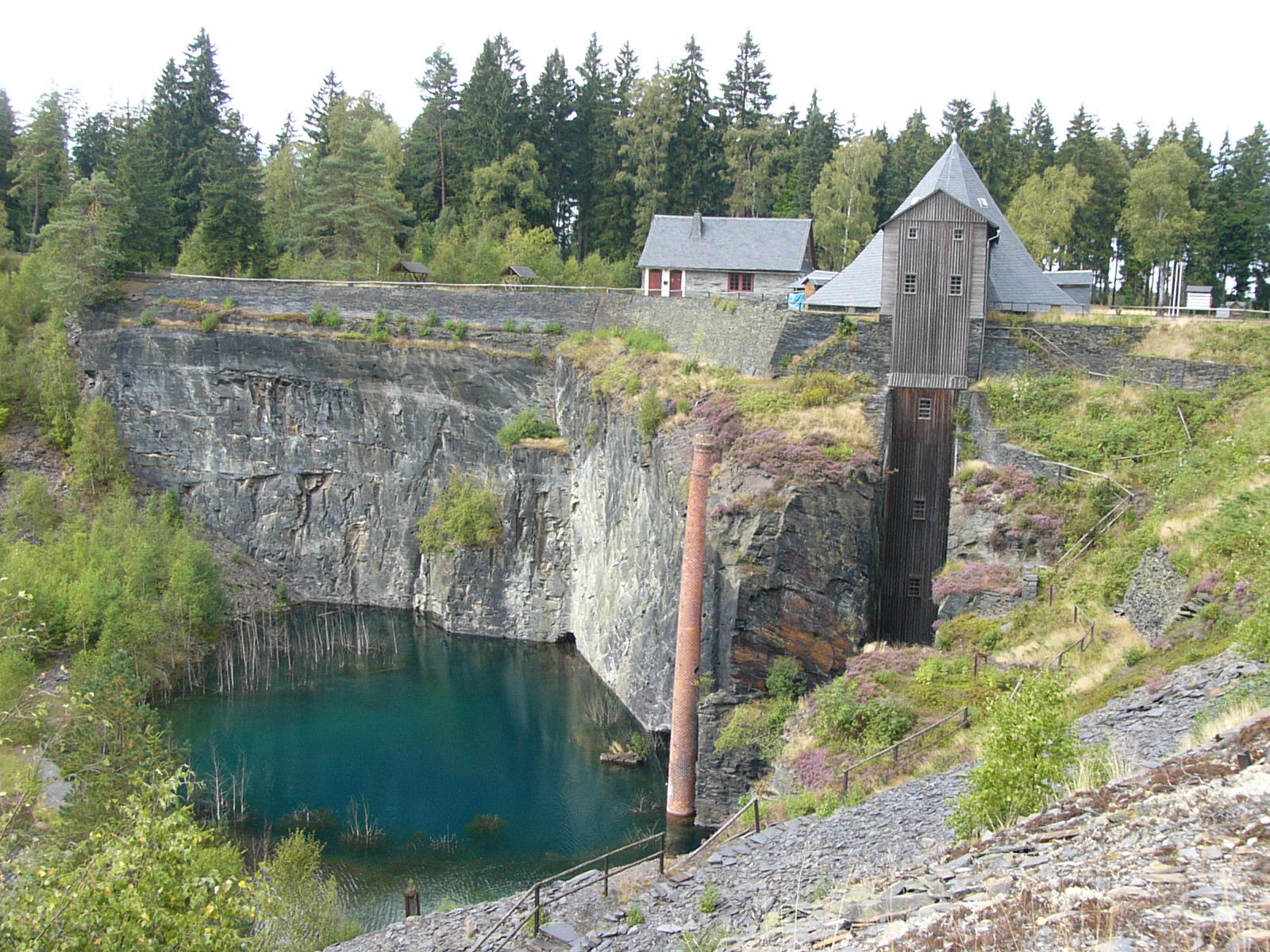
Schieferpark Lehesten (mijnbouwmuseum)